# Referendum propositivo a San Marino del 2003
Il Referendum propositivo sammarinese del 2003 è stato un referendum di tipo propositivo svoltosi a San Marino il 3 agosto 2003.
Il referendum proponeva la stesura di una legge elettorale in modo che l'elettore poteva manifestare in unica preferenza per i candidati della lista prescelta.
Il quesito era:
Non avendo raggiunto il quorum, la proposta è stata respinta.

## Affluenza alle urne
|                     | TOTALE | PERCENTUALE % | PERCENTUALE %         |
| ------------------- | ------ | ------------- | --------------------- |
| Iscritti alle liste | 31.577 | 100,00%       | SUL TOTALE ELETTORI   |
| Votanti             | 11.073 | 35,06%        | SUL TOTALE ELETTORI   |
| Voti validi         | 10.846 | 97,95%        | SUL NUMERO DI VOTANTI |
| Schede bianche      | 106    | 0,96%         | SUL NUMERO DI VOTANTI |
| Voti nulli          | 121    | 1,09%         | SUL NUMERO DI VOTANTI |
| Astenuti            | 20.504 | 64,94%        | SUL TOTALE ELETTORI   |

## Risultati
| RISPOSTA           |    | Voti   | %      |
| ------------------ | -- | ------ | ------ |
| SÌ                 | Si | 8.755  | 80,72% |
| NO                 | No | 2.091  | 19,28% |
| BIANCHE E NULLE    |    | 227    | 2,05%  |
| TOTALE VOTI VALIDI |    | 10.846 | 100%   |

| Sì 8755 (80,72%) |  |  | No 2091 (19,28%) |
| ▲                |  |  |                  |

### Risultati per castello
| RISULTATI PER CASTELLO | SÌ     | NO     | AFFLUENZA |
| Città di San Marino    | 82,40% | 17,60% | 35,87%    |
| Acquaviva              | 79,12% | 20,88% | 28,58%    |
| Borgo Maggiore         | 80,51% | 19,49% | 37,74%    |
| Chiesanuova            | 82,33% | 17,67% | 20,63%    |
| Domagnano              | 76,69% | 23,31% | 42,37%    |
| Faetano                | 83,65% | 16,35% | 27,38%    |
| Fiorentino             | 78,69% | 21,31% | 37,66%    |
| Montegiardino          | 80,76% | 19,24% | 28,92%    |
| Serravalle             | 81,51% | 18,49% | 36,30%    |
| San Marino             | 80,72% | 19,28% | 35,06%    |